# بال أو مولا دو لاغاليت
بال أو مولان دو لا غاليت «رقص في مولان دو لاغاليت» أو «ملهى دو مولان دو لاغاليت» (تعرف عموما باسم أو مولان دو لاغاليت) (بالفرنسية: Bal au moulin de la Galette)‏ لوحة فنية تعود للعام 1876 رسمها الفنان الفرنسي بيير أوغست رينوار وهي معروضة في متحف أورسيه في باريس.
تعتبر اللوحة إحدى أكثر اللوحات الاحتفالية انطباعية. وهي تصور تجمعا احتفاليا نموذجيا في طاحونة مولان دو لاغاليت في مقاطعة موماغتر شمالي باريس.
في أواخر القرن التاسع عشر كان الباريسيون من الطبقة العاملة يتأنقون في ثيابهم حيث يقضون أوقاتهم في الرقص والشراب وتناول الغاليت في المساء، وهو نوع من الكعكات الفرنسية الهشة.
تعتبر اللوحة نموذجا للرسم الانطباعي حيث تمثل لقطة في حياة واقعية. واللوحة ملئى بالضوء والألوان البراقة.
قام رينوار برسم لوحة مماثلة وتحمل ذات العنوان لكنها أصغر حجما. وهي ضمن مجموعة ملكية خاصة.

## تاريخ الملكية
اللوحة الكبيرة معروضة في متحف أورسي في باريس، إلا أن اللوحة الصغيرة كانت ملكا لجون هاي ويتني (1904-1982) والذي كان سفيرا سابقا للولايات المتحدة الأمريكية في المملكة المتحدة، وفي 17 مايو 1990 قامت أرملته ببيع اللوحة مقابل 78 مليون دولار أمريكي، وذلك عبر دار مزادات سوذبيز في مدينة نيويورك إلى ريوي سايتو الرئيس الفخري لشركة دايشوا لصناعة الورق في اليابان.
في الوقت الذي بيعت فيه كانت واحدة من أغلى لوحتين تم بيعهما على الإطلاق، وذلك إضافة للوحة بورتريه دكتور جاخت "Portrait of Dr. Gachet" والتي اشتراها سايتو كذلك.
تسبب سايتو في غضب عالمي حين أعلن في 1991 أنه كان ينوي «حرق اللوحتين مع جثته حين وفاته». رغم ذلك حين تعرض سايتو وشركاؤه لمتاعب اقتصادية، قام المصرفيون الذين كانوا قد حجزوا اللوحتين كضمان للقروض بترتيب مزاد سري للوحتين عبر دار مزادات سوذبيز لمشتر لم يتم الكشف عنه.
رغم هذا وان لم يكن مؤكدا فانه يعتقد أن اللوحة يملكها جامع من سويسرا.
وتعد بال أو مولان دو لاغاليت الخامسة من أغلى اللوحات العالمية التي تم بيعها على الإطلاق.

## وصلات خارجية
- Top Ten Most Expensive Paintings Sold At Auction